# Spritmuseum
Spritmuseum (engelska: Museum of Swedish Drinking Culture) är ett svenskt konst- och  arbetslivsmuseum om alkoholkulturen i Sverige. Museet inhyser tre utställningslokaler, inklusive en permanent utställning om svensk dryckeskultur och en konsthall med verk från Absolut Art Collection. Spritmuseum öppnades som Vin & Sprithistoriska Museet i det så kallade Grönstedtska palatset på Dalagatan 100 i Vasastaden i Stockholm 1967, som ett företagsmuseum i samband med dåvarande AB Vin- & Spritcentralens 50-årsjubileum.

## Historik
Museet handlade om Sveriges vin- och sprithistoria och tillverkningen av alkohol. I de fasta utställningarna visades bland annat äldre produktions- och buteljeringsutrustning för vin och sprit, etiketter från äldre vin- och spritmärken i Sverige, en utställning om svenska dryckesvanor och dryckesvisor, föremål från antikens vinhistoria och en komplett inredning från en vinhandel från tiden före Systembolagets monopol. 
Spritmuseum ägs och drivs sedan 1992 av stiftelsen Vin & Sprithistoriska Museet. I maj 2012 flyttade Spritmuseum till 2.000 kvadratmeter stora lokaler i Galärskjulen på Djurgårdsstrand i Stockholm.
I Spritmuseum visas bland annat den av staten skänkta Absolut Art Collection, en samling på 850 konstverk från 1986 och framåt för Absolut Vodka av Andy Warhol och 550 andra kända konstnärer. Denna undantogs från statens försäljning av Vin & Sprit AB till Pernod år 2008 efter ett enhälligt riksdagsbeslut, föranlett av en motion av Leif Pagrotsky. Urval av konstsamlingen visas i en årlig tematisk utställning som står från våren och över sommaren. Varje höst bjuds en Absolut-konstnär in för att göra en soloutställning. Tidigare Absolut-konstnärer som har ställt ut på Spritmuseum är Beatrice Cussol, Keith Haring, Frank Bowling, Dan Wolgers och Bertil Vallien. 
Den 1 maj 2014 tog museet själva över driften av sin restaurang. Restaurangen serverar en enklare lunch alla dagar i veckan från kl 12 och är öppen för middagsservering i matsalen torsdag–fredag, till vilken förbokning krävs. Sedan 1995 arrangerar museet även SM i nyskrivna snapsvisor.

## Bilder

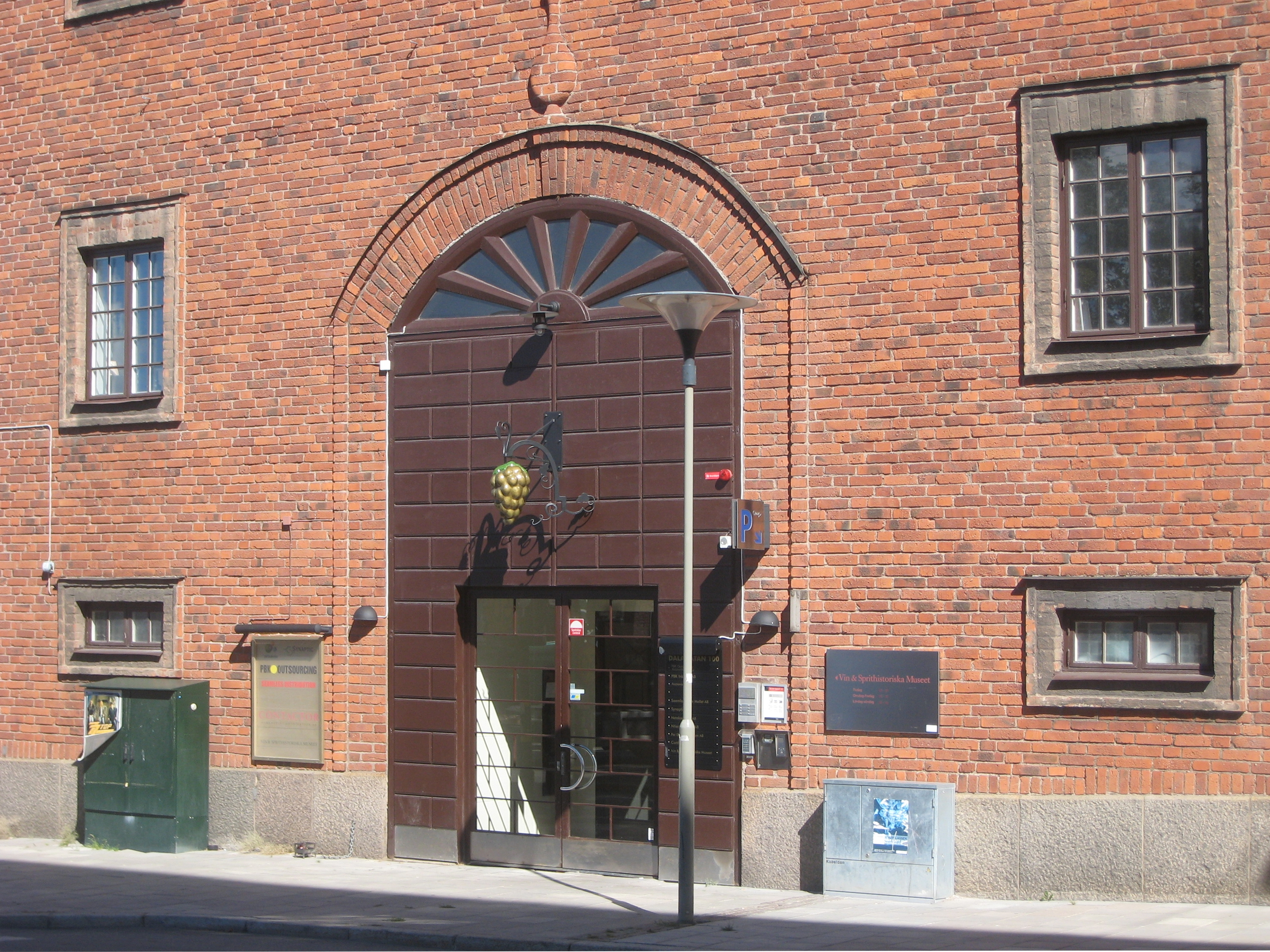
Tidigare lokaler i Grönstedtska palatset
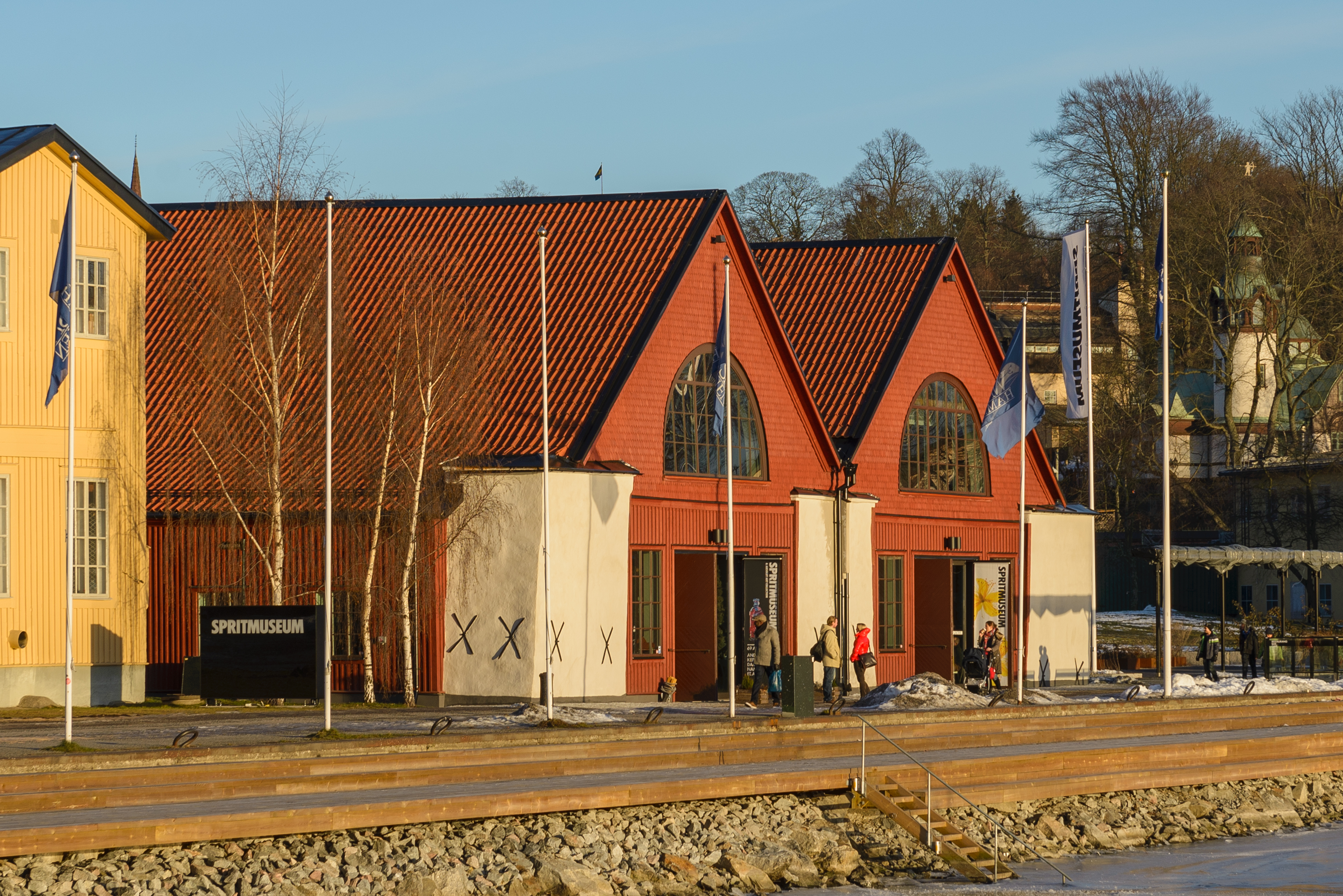
Spritmuseum på Djurgården i Stockholm
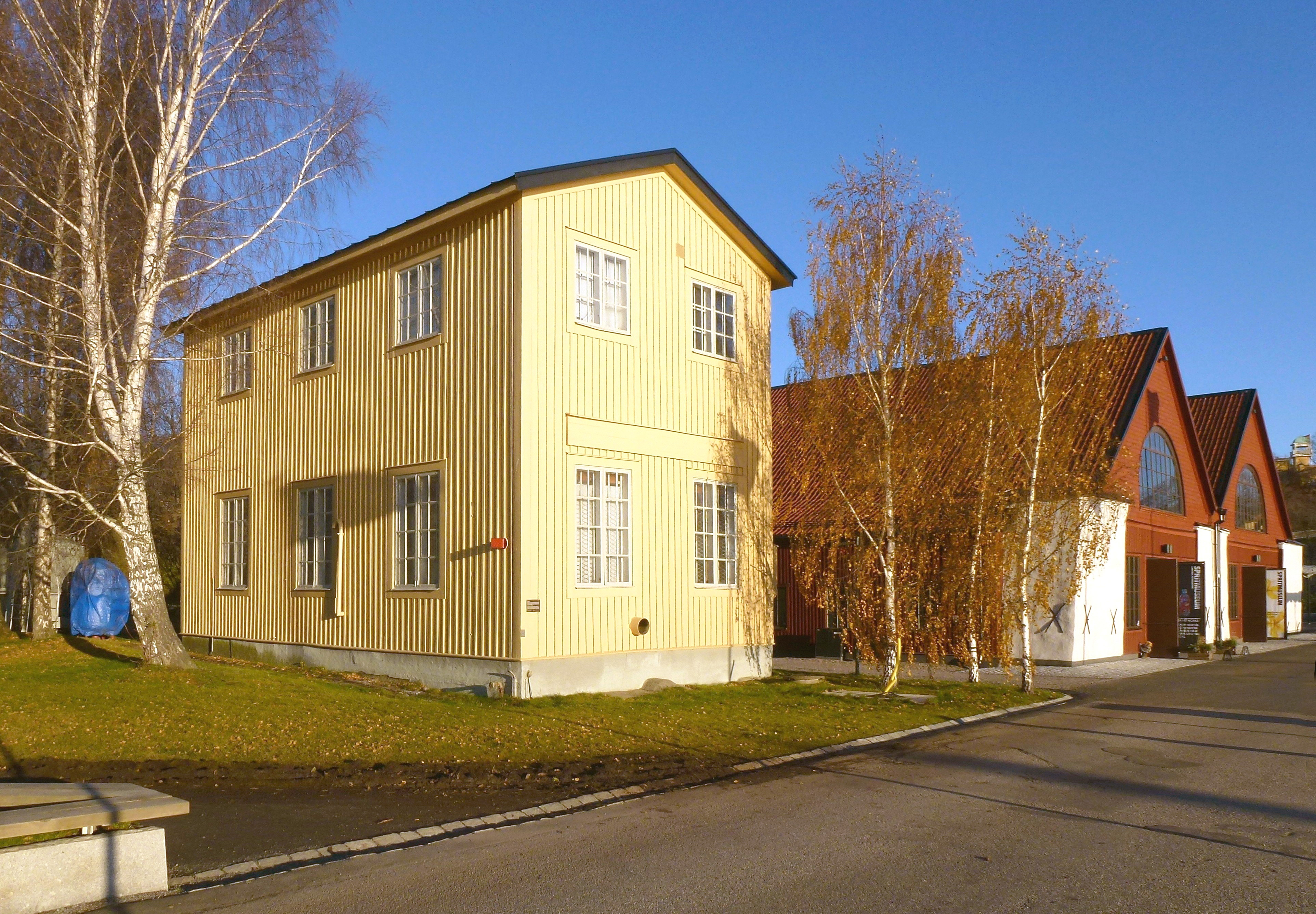
Dyktankhuset och Spritmuseum
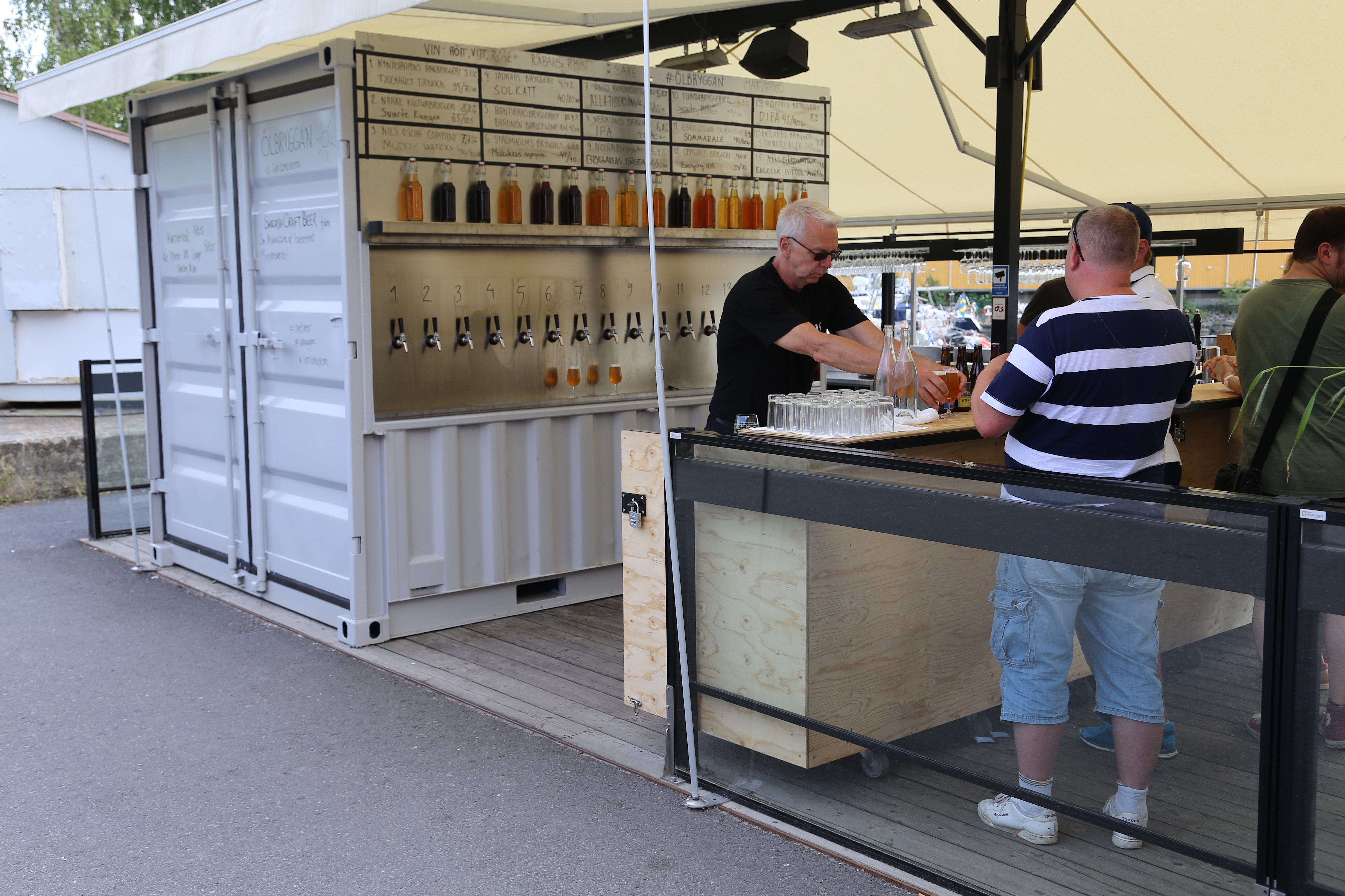
Ölprovning utanför Spritmuseum